# بينجامين ناحوم
بينجامين ناحوم (بالإسبانية: Benjamín Nahum)‏ هو بروفيسور ومؤرخ أوروغواياني، ولد في 1937 في مونتفيدو في الأوروغواي.